# Китунькино (Пензенская область)
Киту́нькино — село в Лопатинском районе Пензенской области. Входит в состав Китунькинского сельского поселения.

## География
Расположено в 14 км к юго-востоку от районного центра, на левом берегу реки Уза.

## История
В 1709 в Китунькино проживала ясачная мордва в 58 дворах. С 1780 года в составе Петровского уезда Саратовской губернии, с 1860-х — в Зиновьевской волости. В 1877 — 90 дворов, водяная мельница. В сторону деревни Рузлатки, в местечке Ташта Веле («старое село») сохранились остатки старого, по-видимому, мордовского кладбища на месте «старого» Китунькино. В 1970-е — центральная усадьба совхоза «Солнечный».

## Население
| 1709 | 1748  | 1795  | 1859  | 1877 | 1884 | 1897 |
| ---- | ----- | ----- | ----- | ---- | ---- | ---- |
| 196  | ↘106  | ↗266  | ↗509  | ↗638 | ↗696 | ↗925 |
| 1902 | 1911  | 1914  | 1926  | 1939 | 1959 | 1979 |
| ↗983 | ↗1230 | ↗1262 | ↗1395 | ↘935 | ↘926 | ↘721 |
| 1989 | 1996  | 2002  | 2010  | 2021 |      |      |
| ↘531 | ↗536  | ↘469  | ↘394  | ↘265 |      |      |